# Giro ciclistico della provincia di Cosenza
Il Giro Ciclistico della Provincia di Cosenza era una corsa a tappe maschile di ciclismo su strada, che si è svolta nella provincia di Cosenza, in Italia, ogni anno, nel mese di maggio, sino al 2006. Nella sua ultima edizione era stata inserita nel calendario dell'UCI Europe Tour, classe 2.2.

## Storia
La corsa, nata nel 1987, era riservata a ciclisti dilettanti e, fino a quando è stata organizzata, ha ottenuto un discreto successo: posta a metà stagione, era usata da molti corridori, provenienti da diverse nazioni e appartenenti alle formazioni dilettantistiche più blasonate, come banco di prova e allenamento per le gare successive e come trampolino di lancio nel ciclismo professionistico; molti sono stati infatti i ciclisti che, una volta messisi in luce in questa corsa, l'anno successivo, sono passati professionisti.
Nel 2006, l'Unione Ciclistica Internazionale l'aveva inserita nel calendario dell'UCI Europe Tour e per questo motivo aperta anche a ciclisti Elite seconda fascia: nonostante questo traguardo, fu però l'ultima edizione organizzata.
Dal 2008 al 2010 l'Associazione sportiva dilettantistica Cycling for life ha organizzato una gara in linea a cadenza annuale con validità randonnée denominata "Giro ciclistico della provincia di Cosenza": svoltasi solitamente nel mese di ottobre, era inserita nel calendario dell'attività cicloturistica ed amatoriale regionale calabrese e riservata ai cicloturisti. Nel 2011 questa stessa corsa è stata organizzata dall'architetto Pasquale Citrigno.

## Albo d'oro
Aggiornato all'edizione 2006.
| Anno | Vincitore              | Secondo          | Terzo          |
| ---- | ---------------------- | ---------------- | -------------- |
| 1987 | Carlo Socciarelli      |                  |                |
| 1988 | Antonio Cardamone      |                  |                |
| 1989 | Luca Magrotti          |                  |                |
| 1990 | Gabriele Trerotola     |                  |                |
| 1991 | Ezio Missori           |                  |                |
| 1992 | Ezio Missori           |                  |                |
| 1993 | Daniele Bruni          |                  |                |
| 1994 | Emanuele Lupi          |                  |                |
| 1995 | Marco Antonio Di Renzo |                  |                |
| 1996 | Maurizio Vandelli      |                  |                |
| 1997 | Nicola Castaldo        |                  |                |
| 1998 | Isidoro Colombo        |                  |                |
| 1999 | Leonardo Scarselli     |                  |                |
| 2000 | Renzo Mazzoleni        |                  |                |
| 2001 | Daniele Masolino       |                  |                |
| 2002 | Fabio Quercioli        |                  |                |
| 2003 | Christian Murro        |                  |                |
| 2004 | Vladimir Efimkin       |                  |                |
| 2005 | non disputato          | non disputato    | non disputato  |
| 2006 | Volodymyr Zagorodnij   | Aleksej Ščebelin | Marco Cattaneo |